# Swierdłowska Szkoła Teatralna
Swierdłowska Szkoła Teatralna (ros. Свердловское театральное училище) – radziecka publiczna szkoła średnia w Swierdłowsku, jedna z ośmiu tego typu szkół w ZSRR.